# Cuques
Cuques es un cultivar de higuera de tipo higo común Ficus carica, bífera (con dos cosechas por temporada, brevas e higos de otoño) de higos de epidermis con color de fondo amarillo verdoso con sobre color verde blanquecino, su pedúnculo verde intenso. Se cultiva en la colección de higueras de Montserrat Pons i Boscana en Llucmajor, Islas Baleares.

## Sinonimia
- „Cucarella“ en Manacor Islas Baleares,
- „Cuques“ en Manacor Islas Baleares,
- „Sitcel“ en Artá Islas Baleares.[4][5][6]
- „Cocorella“ en el (DCVB).[7]

## Historia
Actualmente la cultiva en su colección de higueras baleares Montserrat Pons i Boscana, rescatada de un ejemplar cerca de "Mut Nou" en la localidad de Sa Torre en Mallorca.
Esta variedad se cultivaba en Manacor de donde es originaria, popularmente conocidos como 'Cuques' debido a la forma cónica alargada del higo. También se les denominan como 'Cucarella', no confundir con la variedad unifera de origen catalán (oriunda de Bellpuig) 'Cucurella' de color de piel morado.

## Características
La higuera 'Cuques' es una variedad bífera de tipo higo común. Árbol de mediano desarrollo, follaje denso, hojas de verde intenso mayoritariamente trilobuladas en cuyos lóbulos hay dientes presentes y sus márgenes son ondulados. 'Cuques' es de un rendimiento alto de producción tanto en brevas como en higos.
Las brevas 'Cuques' son alargadas con forma de pera de unos 32 gramos de promedio, de epidermis de color de fondo amarillo verdoso con sobre color verde blanquecino, su pedúnculo verde intenso. Con un ºBrix (grado de azúcar) de 27, con firmeza alta, con pulpa rosada. De una calidad buena en su valoración organoléptica, son de un inicio de maduración de 21 de junio y de producción alta.
Los higos 'Cuques' son higos cónicos alargados piriformes, que no presentan frutos aparejados, de unos 30 gramos en promedio, de epidermis de color de fondo amarillo verdoso con sobre color verde blanquecino, su pedúnculo verde intenso. Ostiolo de 2 a 5 mm con escamas pequeñas blanco verdoso. Pedúnculo de 2 a 5 mm con color verde intenso. Grietas reticulares y marcadas. Costillas poco marcadas. Con un ºBrix (grado de azúcar) de 29, son de consistencia fuerte y piel muy gruesa, con color de la pulpa rosado sin cavidad. De una calidad excelente en su valoración organoléptica, son de un inicio de maduración sobre el 18 de agosto hasta el 30 de septiembre y de rendimiento alto.
Los higos son medianamente resistentes a las lluvias, al transporte, a la apertura del ostiolo y susceptibles al desprendimiento. Son aptos para el consumo en fresco. También se aprovechan como un nutritivo alimento para el ganado porcino y ovino.

## Cultivo
'Cuques', es una variedad de higo blanco, reconocida por su piel fina e intenso dulzor, que se está tratando de recuperar con unos ejemplares existentes cultivados en la colección de higueras baleares de Montserrat Pons i Boscana en Llucmajor.